# Kerekszárnyú héjabagoly
A kerekszárnyú héjabagoly (Uroglaux dimorpha) a madarak osztályának bagolyalakúak (Strigiformes) rendjéhez, a bagolyfélék (Strigidae) családjához tartozó Uroglaux nem egyetlen faja.

## Előfordulása
Új-Guinea szigetén, Indonézia és Pápua Új-Guinea területén honos. A természetes élőhelye szubtrópusi és trópusi síkvidéki nedves erdők, szubtrópusi vagy trópusi hegyi nedves erdők és nedves szavannák

## Külső hivatkozások
- Képek az interneten a fajról
- Internet Bird Collection - videók a fajról